# Be My Wife
Be My Wife är en låt skriven och framförd av David Bowie och finns med på hans album Low från 1977. Sången släpptes även som singel senare samma år.